# اندیس سنگ تزئینی دم آب
سنگ تزئینی دم آب یک اندیس مصالح ساختمانی است که در حوالی شهر کوه دنا استان چهارمحال و بختیاری قرار دارد و مادهٔ معدنی موجود در آن، سنگ تزئینی است. و دیرینگی آن به دوران الیگومیوسن می‌رسد. 